# Éric Djemba-Djemba
Éric Djemba-Djemba (* 4. Mai 1981 in Douala) ist ein ehemaliger kamerunischer Fußballspieler mit französischem Reisepass, der normalerweise im defensiven Mittelfeld spielte.

## Karriere

### Im Verein
Der Mittelfeldspieler begann seine Profikarriere in der Jugendmannschaft des FC Nantes in Frankreich. Im Jahr 2001 wurde er aus der Jugend in die erste Mannschaft geholt. 2003 erfüllte er sich seinen großen Traum und wechselte auf die Britische Insel zu Manchester United. Im Januar 2005 ging er, nach nur 18-monatigem Gastspiel bei Manchester United, für circa 2,5 Millionen Euro zu Aston Villa. Djemba-Djemba hatte einen lukrativen Werbevertrag mit Puma, für den er jährlich geschätzte zwei Millionen Euro erhielt. Im Januar 2007 wechselte er – bis zum Ende der Saison – auf Leihbasis zum FC Burnley in die Football League Championship. Am 2. August 2007 wurde sein Vertrag bei Aston Villa aufgelöst, er spielte danach eine Saison für Qatar SC. Nach diversen weiteren Stationen wechselte er im Jahr 2016 zum fünftklassigen Schweizer Verein FC Vallorbe-Ballaigues.

### Nationalmannschaft
Djemba-Djemba bestritt 35 Spiele für die kamerunische Fußballnationalmannschaft und befand sich auch im Kader zur Fußballweltmeisterschaft 2002, allerdings kam er nicht zum Einsatz.

## Erfolge
- 1× englischer Pokalsieger mit Manchester United (2004)
- Africa Cup Sieger 2002 mit Kamerun (Mali)
- Teilnahme an der Fußball-WM 2002 in Südkorea und Japan (kein Einsatz)
- Teilnahme am Confederations-Cup 2003 in Frankreich (vier Einsätze/zwei Gelbe Karten)
- Teilnahme am Afrika-Cup 2004 in Tunesien (vier Einsätze)
- Teilnahme am Afrika-Cup 2006 in Ägypten (kein Einsatz)